# 雞冠井美智子
雞冠井美智子（日语：／ Kaiden Michiko，6月24日—），日本女性配音員。出身於青森縣。

## 簡歷、人物
賢Production所屬（2013年4月起）。賢Production附屬聲優養成所School Duo第13期畢業。興趣和特長是打羽毛球和唱歌。

## 演出
粗體字表示主要角色。

### 電視動畫
2012年
- 魔奇少年（街上路人、大姊姊B、女性B）

2013年
- 革命機Valvrave 2nd Season（卡茨威爾夫、MAGIUS女性、女學生）
- 義風堂堂!! 兼續和慶次（景勝〈幼少時期〉）
- 銀狐（石井）
- 黑子的籃球（火神大我〈幼少時期〉）
- 進擊的巨人（里柯·布雷琴斯卡、艾魯多·琴的母親）
- 紙箱戰機WARS（凪野海）
- 神奇寶貝 THE ORIGIN
- 魔奇少年（飾演摩爾迦納的女演員）

2014年
- Wake Up, Girls！（菊間夏夜的童年玩伴）
- 鋼彈G之復國運動（米克·傑克）
- 第一神拳Rising（小孩）
- 妖怪手錶（熊的母親）
- 記錄的地平線2（弗蕾格蘭特·奧麗芙、哈魯哈魯）

2015年
- 潮與虎（老奶奶、妖怪C、婢妖、杜綱悟〈幼年時期〉）
- 學戰都市Asterisk（梅爾·克利）
- 雙槍激鬥（小孩）
- 血界戰線（店員）
- Concrete Revolutio ～超人幻想～（老奶奶）
- 進擊！巨人中學校（里柯·布雷琴斯卡[2]）
- 蒼穹之戰神EXODUS（凱·克萊索恩、水鏡有子、馬德琳·佐恩）

2016年
- Anne Happy♪（江古田蓮的母親）
- 甲鐵城的卡巴內里（倉之助）
- Concrete Revolutio ～超人幻想～ THE LAST SONG（幼少時期的爾朗）
- 哆啦A夢 (水田山葵版)（裁判）
- 火影忍者疾風傳（出雲天麻）
- 爆旋陀螺Burst（伊賀栗助、那須良太、櫻島溶牙）
- 超時空要塞Δ（雷歐、女性隊員）

2017年
- 鬼平（日语：鬼平犯科帳）（小孩）
- 碧藍幻想 The Animation（10歲的格蘭）
- 進擊的巨人 (第2期)（里柯·布雷琴斯卡）
- 爆旋陀螺Burst God（史坦·漢柏格）
- DYNAMIC CHORD（日语：DYNAMIC CHORD）（小孩）

2019年
- 不吉波普不笑（曼提柯爾、宮下藤花的母親）
- 傀儡馬戲團（狂野的牛仔珍妮）
- 碧藍幻想 The Animation Season 2（幼年格蘭）

2020年
- 魔法紀錄 魔法少女小圓外傳（教師）

2021年
- 新幹線戰士Z（戶隱大樹[3]）
- SAKUGAN（ウォルシュ団 部下A）

2022年
- 進擊的巨人 The Final Season（柯尼的母親）
- 平家物語（巴御前）
- 舞動不止（兵太〈幼少期〉）

2023年
- 鬼滅之刃 刀匠村篇
- 神奇柑仔店 錢天堂（白野聖）
- 希望之力～成年光之美少女'23～（社員）

2024年
- 通靈王FLOWERS（伊吹賈科[4]）
- 神之塔 第2期（艾帕爾[5]）
- 蜻蛉高球 第2期（文美）
- 七大罪 啟示錄四騎士 第2期（提尼尼克[6]）

### 電影動畫
2015年
- 劇場版 境界的彼方 －I'LL BE HERE－未來篇（名瀨家的佣人）
- 劇場版 怪傑佐羅利：宇宙的勇者們（鱷魚婆婆）

2016年
- 黑貓魯道夫（日语：ルドルフとイッパイアッテナ#劇場アニメ）（布干大嬸[7]）

2017年
- Godzilla：怪獸惑星（揚陸艇操作士）

### OVA
2017年
- 鬼平 ～那個男人，長谷川平藏～（女）

### 網路動畫
2014年
- 精靈寶可夢 終極紅寶石·始源藍寶石 百萬進化特別篇動畫（嘎拉嘎拉）

2016年
- 神奇寶貝世代（歲星）

2022年
- 電馭叛客：邊緣行者（朵莉歐）

### 遊戲
2013年
- 鋼彈破壞者（日语：ガンダムブレイカー）（觀眾）
- 紙箱戰機WARS（凪野海）

2014年
- 俺屍2 跨越俺的屍體前進吧（日语：俺の屍を越えてゆけ2）（陽炎之由良、鳴門屋渦女、八手之阿墨[8]）
- Kadenz fermata//Akkord：fortissimo（魯德拉·安達盧菲特[9]）
- GE 王者之劍（日语：グラナド・エスパダ）（蘿拉·康斯坦斯[10]）
- 最終幻想 AGITO（玩家角色的聲音「勝氣」）

2015年
- 幻影異聞錄♯FE（鈴本陸[11]）
- 花之女王（日语：レンドフルール）（淺蔥[12]）

2016年
- 進擊的巨人（里柯·布雷琴斯卡[13]）
- 真·女神轉生IV FINAL（彌勒[14]）
- 名偵探皮卡丘 ～新搭檔誕生～

2017年
- 問答RPG 魔法使與黑貓維茲（艾倫斯特·巴爾夫艾特）
- 重力異想世界完結篇（莉莎）
- 爆旋陀螺Burst God（史坦·漢柏格）

2018年
- 進擊的巨人2（里柯·布雷琴斯卡[15]、女主人翁Type10）
- 名偵探皮卡丘
- 超級機器人大戰X（米克·傑克）

2019年
- 空戰奇兵7 未知天際（Huxian）
- 機甲戰魔（／[16]）

2023年
- 寶可夢大師（雅典娜）

### 外語配音
※作品依英文名稱及英文原名排序。

#### 演員
- 瑞秋·尼科爾斯
  - FBI重裝戒備（英语：Alex Cross (film)）（Monica Ashe）※東京電視台版。
  - 超越時間線（Kiera Cameron）
  - 現代感染（英语：Pandemic (film)）（Lauren Chase／Rebecca Thomas）

#### 電影
- 安妮（Moon Goddess〈Rihanna 飾演〉[17]）
- 極凍之城（Delphine Lasalle〈蘇菲亞·波提拉 飾演飾演〉）
- 鬥氣夫妻（Corie Bratter〈珍·芳達 主演〉）※Netflix版。
- 猛禽小隊：小丑女大解放（海蓮娜·柏帝內（英语：Huntress (Helena Bertinelli)）／女獵手〈瑪麗·伊莉莎白·文斯蒂德 飾演〉[18]）
- 下海（英语：Bitter Flowers）
- 黑塔（Tiran〈艾比·麗·科肖 飾演〉）
- 崩壞人生
- 遁天神盗3（Victoria Williams〈Tabrett Bethell 飾演〉）
- 奇異博士（黑髮女性）
- 哥吉拉（Martínez[19]）
- 消失的愛人（Greta〈Lola Kirke 飾演〉）
- 安琪狂想曲（英语：He Loves Me... He Loves Me Not (film)）
- 星際穿越（Royce）
- 第一夫人的秘密（Nancy Tuckerman〈葛莉塔·葛薇 飾演〉[20]）
- 捍衛任務3：全面開戰（受理人員〈Susan Blommaert 飾演〉[21]）
- 正義聯盟（Euboea〈Samantha Jo 飾演〉[22]）
- 星際禁區（英语：The Last Days on Mars）（Rebecca Lane〈Romola Garai 飾演〉）
- 黑魔女2（Shrike〈Judith Shekoni 飾演〉[23]）
- 海陸悍將3（英语：The Marine 3: Homefront）
- 俠女：刀的記憶（英语：Memories of the Sword）（洪伊〈金高恩 飾演〉）
- 天使聖物：骸骨之城（Isabelle Lightwood〈Jemima West 飾演〉）
- 空中救援（Nancy Hoffman〈米雪·道克利 飾演〉）
- 鬼入鏡5：詛咒（英语：Paranormal Activity: The Marked Ones）（Emily Fleege〈Brit Shaw 飾演〉）
- 比得兔（Mopsy〈伊莉莎白·戴比基 配音〉[24]）※機內上映版。
- 菲比夢遊仙境（英语：Phoebe in Wonderland）
- 女狼嗨到趴（英语：Rough Night）（Pippa／Kiwi〈凱特·麥金儂 主演〉）
- 神鬼高手（英语：Stealing Cars）（Tina）
- 忍者龜：旋風再起（Karai〈章子怡 飾演〉）
- 忍者龜：破影而出（Karai〈Brittany Ishibashi 飾演〉）
- 三重邊界
- 掃毒（蘇建秋的妻子〈袁泉 飾演〉）

#### 電視影集
- 另一個生活（英语：Another Life (2019 TV series)）（Michelle Vargas〈Jessica Camacho 飾演〉）
- 小謊言（邦妮·卡爾生〈佐伊·克拉維茨 主演〉）
- 加州靡情（Mary）
- CSI犯罪現場：紐約 (第9季／The Final)（Jamie Robert〈Natalie Martinez 飾演〉）
- 新朱門恩怨（Marta）
- 蛇蠍女傭（英语：Devious Maids）（Diddy Mirror〈Tiffany Hines 飾演〉）
- 紳士傑克（Marian Lister〈Gemma Whelan 飾演〉）
- 傲骨之戰（Maia Rindell〈蘿絲·萊斯莉 飾演〉）
- 格林 (第3、4季)（Teresa Reuben〈Jacqueline Toboni 飾演〉）
- 侍女的故事（Ofglen／Emily〈艾麗絲·布莉達 飾演〉[25]）
- 多元之家（英语：Here and Now (2018 TV series)）（Ashley Collins〈Jerrika Hinton 飾演〉）
- 曼達洛人（卡拉·“卡拉西婭”·鄧恩〈吉娜·卡拉諾 主演〉[26]）
- 少年魔法師 梅林 (第3季)（Thompson）
- 夜班醫生 (第3季)（Shannon Rivera〈Tanaya Beatty 飾演〉）
- 清道夫（莉娜〈凱瑟琳·莫寧 主演〉）
- 慾海醫心 (第4季)（Amir）
- 私人偵探暗夜灰狼（英语：Varg Veum）（Elise Blom〈Ane Dahl Torp 飾演〉）
- 黑鏡第六季: 梅齊·戴（Bo〈薩琪·畢茲 飾演〉）

#### 動畫
- 天兵公園（Eileen）
- 星際異攻隊 (2015年電視動畫)（葛摩菈）
- 愛x死x機器人（Helen／機動裝甲）
- 歡樂好聲音（Judith）
- 少年悍將（Rose Wilson）

### 廣播劇CD
- （葉月結）
- 百器徒然袋——雨（山田須惠的母親）

### 電影
2014年
- 羅馬浴場II（羅馬人的配音）

### 旁白
- 水上治的健康增進參考（ガブリエラ·バローグ）

## 腳註

## 外部連結
- 賢Production公式官網的聲優簡介 （页面存档备份，存于） （日語）
- 雞冠井美智子的X（前Twitter） （日語）